# Corybas karoensis
Corybas karoensis är en orkidéart som beskrevs av James Boughtwood Comber och John Dransfield. Corybas karoensis ingår i släktet Corybas, och familjen orkidéer. Inga underarter finns listade i Catalogue of Life.